# Claytonie de Caroline
Claytonia caroliniana
Espèce
Classification APG III (2009)
La Claytonie de Caroline (Claytonia caroliniana) est une espèce de plantes herbacées de la famille des Portulacaceae selon la classification classique ou de la famille des Montiaceae selon la classification phylogénétique (APGIII).
Elle est aussi connue sous le nom de claytonie feuille-large.

## Description

### Appareil végétatif
La Claytonie de Caroline est une plante herbacée vivace haute jusqu'à 30 cm. Les feilles opposées sont faites de deux ou trois feuilles ovales, oblongues et un peu charnues.

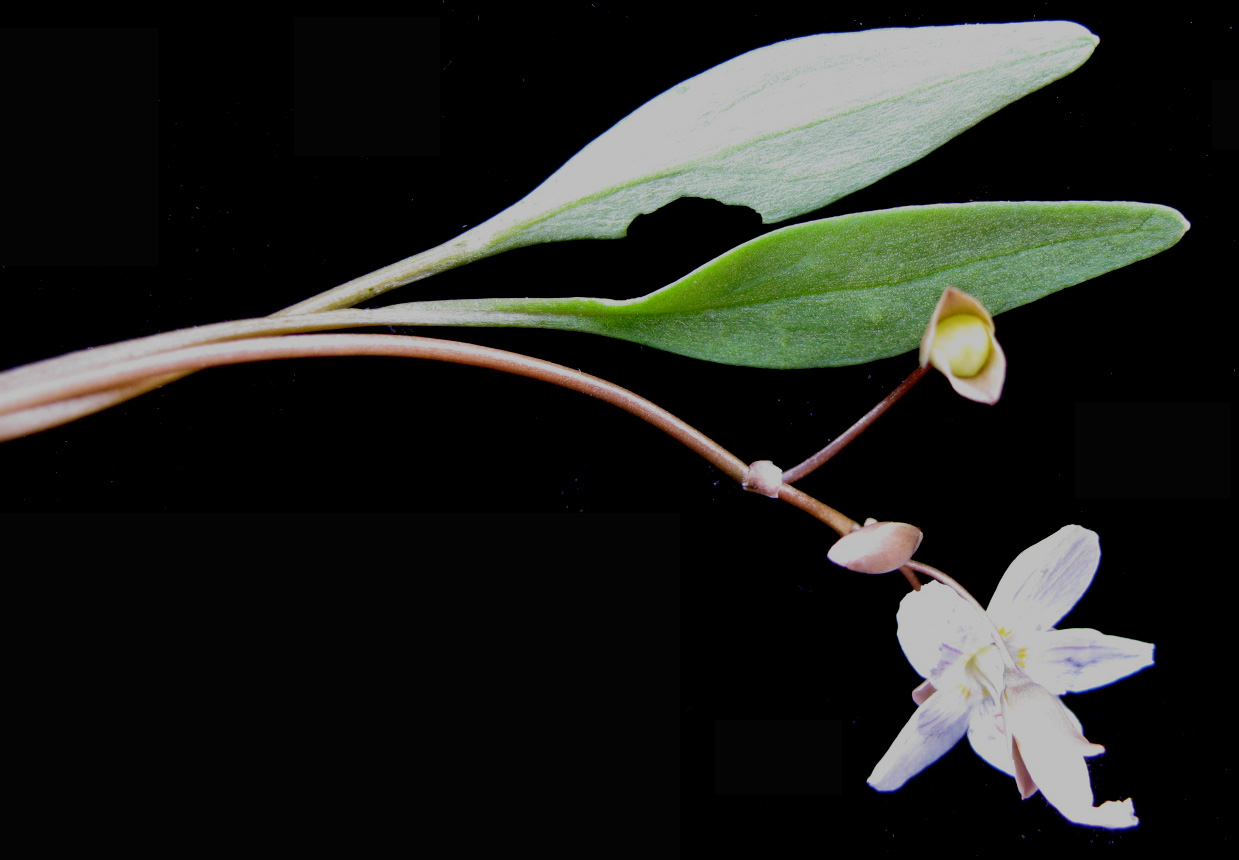
Tige
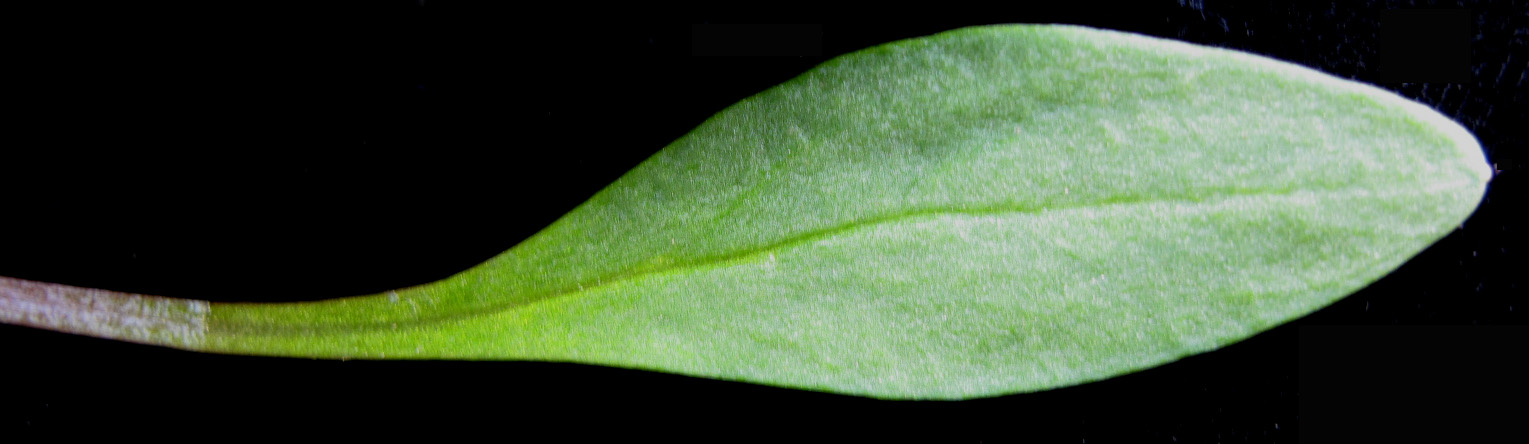
Feuille.

### Appareil reproducteur
L'inflorescence est une grappe de fleurs qui sont blanches, parfois un peu rosée, faites de cinq pétales veinés de lignes roses plus foncée. Le fruit est une capsule qui, une fois mature, éclate pour projeter les graines à une distance de plus de 50 cm de distance du plant. La floraison a lieu en avril ou en mai.

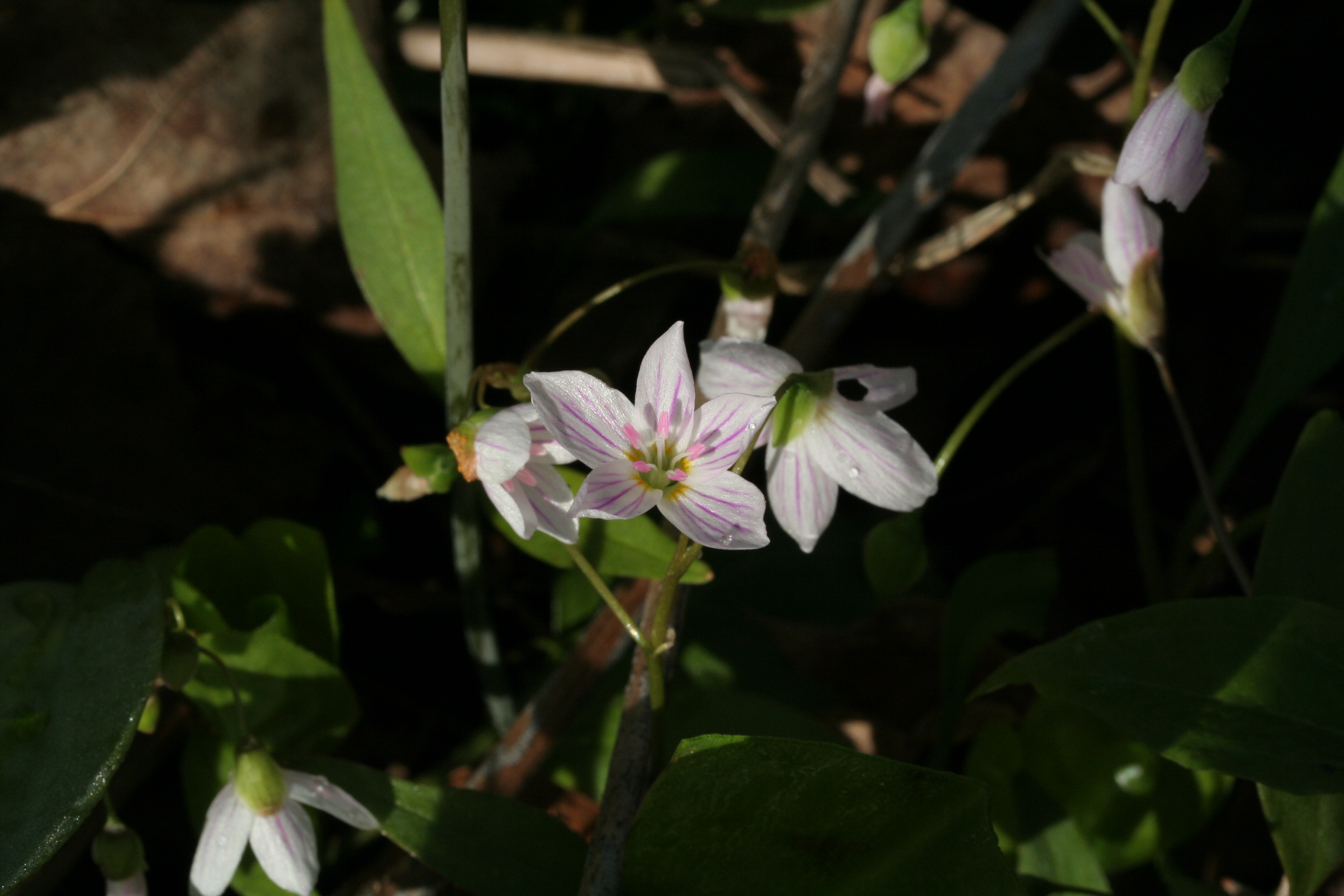
Inflorescence.
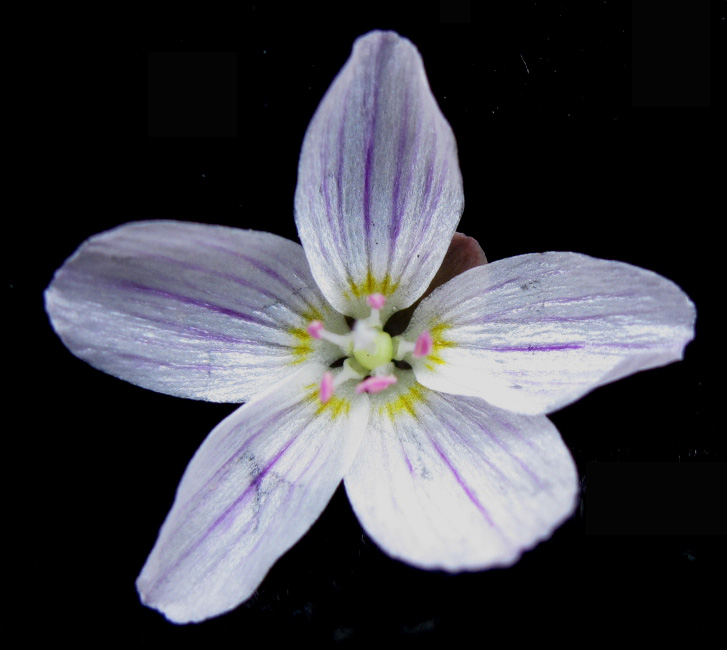
Fleur.
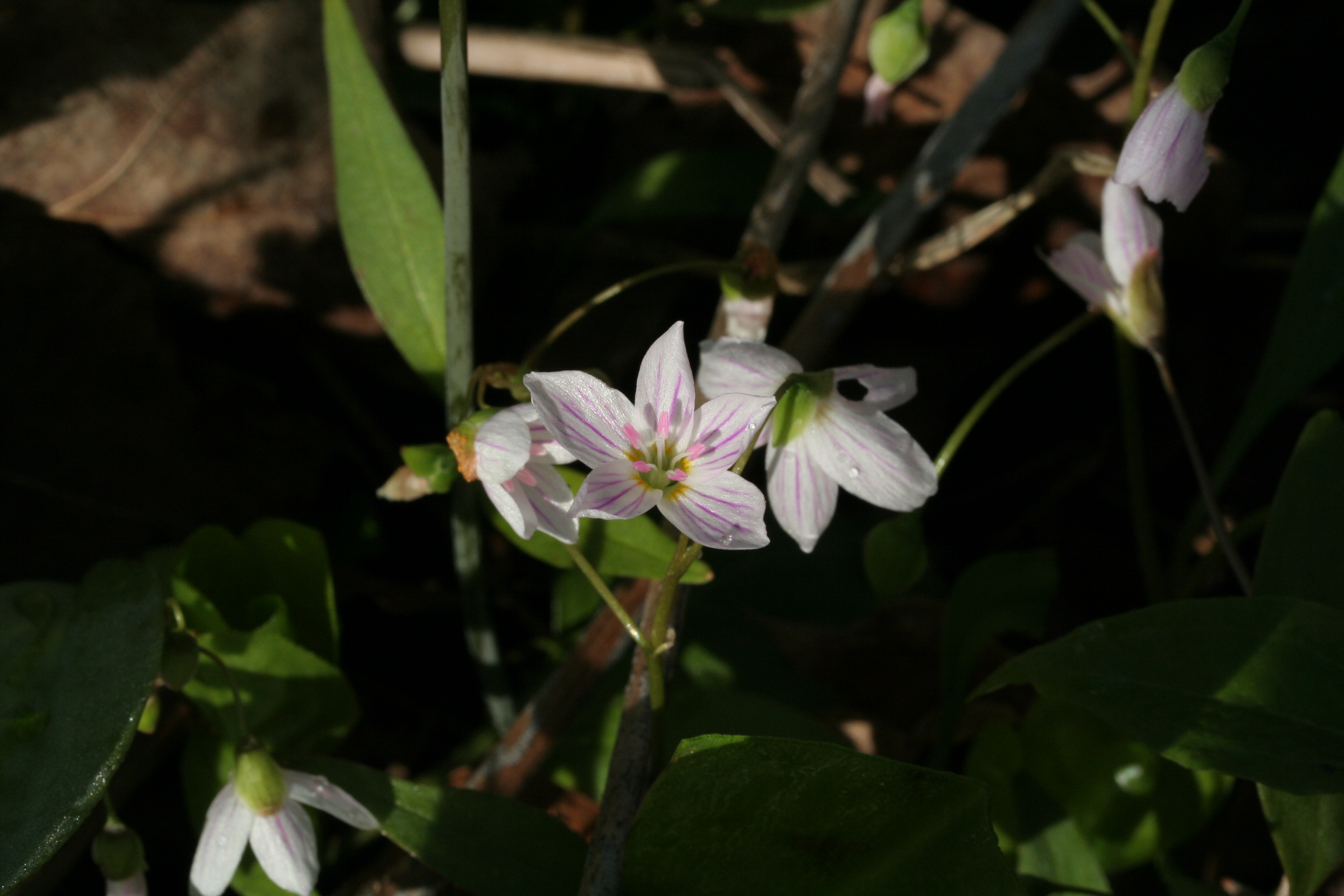
Claytonia caroliniana, Deschambault-Grondines, Québec, Canada

## Habitat
La Claytonie de Caroline affectionne les sols humides, riche en humus et bien drainé.

## Usages alimentaires
La Claytonie de Caroline est une plante comestible dont les jeunes feuilles peuvent être utilisées en salades et les bulbes peuvent être consommés crus ou cuits.